# تاريخ شمال إفريقيا من الفتح الإسلامي إلى نهاية الدولة الأغلبية
تاريخ شمال إفريقيا من الفتح الإسلامي إلى نهاية الدولة الأغلبية. كتاب تاريخ المغرب العربي من تأليف الشيخ «عبد العزيز الثعالبي» عرض فيه بإيجاز لتاريخ المغرب الإسلامي من بداية الفتح إلى سقوط الدولة الأغلبية، أي من سنة 27هـ/647م، إلى سنة 296هـ/959م.